# Комиссия по расследованию
«Комиссия по расследованию» — советский полнометражный цветной художественный фильм 1978 года режиссёра В. Бортко, производственная драма.
Поставлен на «Ленфильме».
Премьера фильма в СССР состоялась 26 февраля 1979 года.

## Сюжет
На Северной атомной электростанции происходит авария: разрушение технологического канала реактора РБМК. Сюда приезжает специальная комиссия и выясняет, что, с одной стороны, в аварии есть вина главного инженера АЭС, а с другой — явные ошибки в расчёте реактора.

## В ролях
- Олег Ефремов — Василий Никитич Жолудов, главный конструктор реактора
- Владимир Рецептер — Олег Петрович Зайцев, главный инженер АЭС
- Ирина Мирошниченко — Анна Ивановна Верховцева, инженер АЭС
- Сос Саркисян — Саркис Акопович Мадоян, директор АЭС
- Евгений Лебедев — Павел Алексеевич Долинин, академик, создатель АСУ реактора
- Павел Панков — Иван Николаевич Подоба, представитель главка
- Любовь Виролайнен — Елена Алексеевна Витко, инженер-расчётчик АСУ
- Михаил Боярский — Борис Майорец, помощник главного конструктора реактора Василия Жолудова
- Эрнст Романов —  Геннадий Кузьмич Терехов, представитель главка
- Михаил Погоржельский — Владимир Алексеевич Шестаков, председатель комиссии по расследованию аварии на АЭС
- Владимир Особик — Природин, сотрудник института ядерной физики
- Сергей Полежаев — Горчилин, представитель монтажной организации
- Станислав Соколов — Пётр, помощник директора АЭС
- Марина Юрасова — Зинаида, жена Саркиса Мадояна
- Владимир Тыкке — Евгений, помощник председателя комиссии по расследованию аварии на АЭС Владимира Шестакова

## Съёмочная группа
- автор сценария — Пётр Попогребский
- режиссёр-постановщик — Владимир Бортко
- оператор-постановщик — Владимир Иванов
- главный художник — Виктор Амельченков
- композитор — Владислав Успенский
- главный консультант — Анатолий Еперин
- консультант — Александр Мешков